# 잠비아의 국가
《자부심과 자유로 일어서는 잠비아의 노래》(Stand and Sing of Zambia, Proud and Free) 또는 《룸바녜니 잠비아》(Lumbanyeni Zambia)는 잠비아의 국가로, 1964년 독립과 함께 채택되었다.
국가의 멜로디는 에노흐 손통가가 1897년에 작곡한 노래인 "주여, 아프리카를 구원하소서"(Nkosi sikelel 'iAfrika)를 바탕으로 하고 있다.

## 가사

### 벰바어 가사
1절
Lumbanyeni Zambia, no kwanga,
Ne cilumba twange tuumfwane,
Mpalume sha bulwi bwa cine,
Twaliilubula.
Twikatane bonse.
2절
Bonse tuli bana ba Africa,
Uwasenaminwa na Lesa,
Nomba bonse twendele pamo,
Twaliilubula.
Twikatane bonse.
3절
Fwe lukuta lwa Zambia lonse,
Twikatane tubyo mutende,
Pamo nga lubambe mu mulu,
Lumbanyeni Zambia.
Twikatane bonse.
후렴(후렴이 끝나면 3절만 부른다.)
Lumbanyeni,
Lesa, Lesa, wesu,
Apale calo,
Zambia, Zambia, Zambia.
Fwe bantungwa
Mu luunga lwa calo.
Lumbanyeni Zambia.
Twikatane bonse.

### 영어 가사
1절
Stand and sing of Zambia, proud and free,
Land of work and joy in unity,
Victors in the struggle for the right,
We have won freedom's fight.
All one, strong and free.
2절
Africa is our own motherland,
Fashion'd with and blessed by God's good hand,
Let us all her people join as one,
Brothers under the sun.
All one, strong and free.
3절
One land and one nation is our cry,
Dignity and peace 'neath Zambia's sky,
Like our noble eagle in its flight,
Zambia, praise to thee.
All one, strong and free.
후렴(후렴이 끝나면 3절만 부른다.)
Praise be to God,
Praise be, praise be, praise be,
Bless our great nation,
Zambia, Zambia, Zambia.
Free men we stand
Under the flag of our land.
Zambia, praise to thee!
All one, strong and free.

### 한국어 해석
잠비아를 위해 노래 불러라, 강인하고 자유롭게
하나된 노동과 행복의 땅
권리를 위한 싸움의 승리자들
우리는 자유의 투쟁을 승리했도다
하나로써, 강인하고 자유롭게
아프리카는 우리들의 모대륙이다
하느님의 손으로써 만들어지고 축복받은 땅
그녀의 국민이 하나로써 뭉쳐
태양 아래 형제가 되었다
하나로써, 강인하고 자유롭게
하나의 조국은 우리의 바람이다
잠비아의 하늘아래 평화와 존엄이 깃들길
꼭 우리의 독수리가 비상하듯이
잠비아, 그대에게 찬사를,
하나로써, 강인하고 자유롭게
하느님께 찬미를
찬미하라, 찬미하라, 찬미하라
우리의 조국을 보호하소서
잠비아, 잠비아, 잠비아
자유인으로써 우리는
우리의 국기아래 당당히 서있도다
잠비아, 그대에게 찬사를,
하나로써, 강인하고 자유롭게

## 같이 보기
- 남아프리카 공화국의 국가